# Rubén Oswaldo Díaz
Rubén Oswaldo Díaz, meglio conosciuto come Panadero, (Buenos Aires, 8 gennaio 1946 – Buenos Aires, 16 gennaio 2018) è stato un calciatore e allenatore di calcio argentino, di ruolo difensore. Il soprannome era dovuto al fatto che il padre avesse una panetteria.
È scomparso nel 2018 all'età di 72 anni a causa di un aneurisma aortico.

## Palmarès

### Club

#### Competizioni nazionali
- Campionato argentino:

Racing Club: 1966
- Coppa di Spagna:

Atlético Madrid: 1975-1976
- Campionato spagnolo:

Atlético Madrid: 1976-1977

#### Competizioni internazionali
- Coppa Libertadores:

Racing Club: 1967
- Coppa Intercontinentale: 2

Racing Club: 1967
Atlético Madrid: 1974